# Józef Pacejkowicz
Józef Pacejkowicz, właściwie Józef Dembiński, ps. „Groźny”, „Mściciel”, „Jurand” (ur. 20 lutego 1920 w Wasiliszkach, zm. 26 lutego 1949 w Prudniku) – wachmistrz, żołnierz Wojska Polskiego i Armii Krajowej, uczestnik powstania warszawskiego.
Podczas okupacji niemieckiej działał w polskim podziemiu zbrojnym.
Został zamordowany 26 lutego 1949 roku w Prudniku przez funkcjonariuszy Urzędu Bezpieczeństwa.
W sierpniu 2015 został pochowany na cmentarzu w Białej.
Przez władze AK odznaczony Orderem Virtuti Militari.